# Massandra
Massandra (en ucraniano: Масандра, en ruso: Массандра, en tártaro de Crimea: Massandra) es una ciudad situada en la costa sur de la península de Crimea, a las orillas del mar Negro. Forma parte del Municipio de Yalta, dentro de la República Autónoma de Crimea de Ucrania y reclamada por la República de Crimea en Rusia.

## Bodegas
Es famosa mundialmente por la colección de vinos históricos de sus bodegas